# Ekstraklasa islandzka w hokeju na lodzie
Ekstraklasa islandzka w hokeju na lodzie – najwyższy poziom ligowy rozgrywek hokeja na lodzie w Islandii.

## Historia
Liga powstała w 1991 roku, początkowo z trzema zespołami: Skautafélag Akureyrar, Skautafélag Reykjavíkur i Björninn. Na przestrzeni sezonów liczba drużyn w rozgrywkach zmieniała się – maksymalnie uczestniczyło w lidze 6 drużyn (lata 2012–2014). Wśród nieistniejących drużyn są: Fálkar Reykjavik – druga drużyna Skautafélag Reykjavíkur (2012–2014), Hunar – druga drużyna Björninn (2011–2014) oraz Narfi frá Hrísey (2004–2006).
Rozgrywki ligowe hokeja na lodzie w Islandii zwykle rozpoczynają się w październiku, a kończą na przełomie marca i kwietnia. Obecnie w rozgrywkach występują 3 drużyny.

## Triumfatorzy
| Sezon     | Nazwa drużyny                           |
| --------- | --------------------------------------- |
| 1991/1992 | Skautafélag Akureyrar                   |
| 1992/1993 | Skautafélag Akureyrar                   |
| 1993/1994 | Skautafélag Akureyrar                   |
| 1994/1995 | Skautafélag Akureyrar                   |
| 1995/1996 | Skautafélag Akureyrar                   |
| 1996/1997 | Skautafélag Akureyrar                   |
| 1997/1998 | Skautafélag Akureyrar                   |
| 1998/1999 | Skautafélag Reykjavíkur                 |
| 1999/2000 | Skautafélag Reykjavíkur                 |
| 2000/2001 | Skautafélag Akureyrar                   |
| 2001/2002 | Skautafélag Akureyrar                   |
| 2002/2003 | Skautafélag Akureyrar                   |
| 2003/2004 | Skautafélag Akureyrar                   |
| 2004/2005 | Skautafélag Akureyrar                   |
| 2005/2006 | Skautafélag Reykjavíkur                 |
| 2006/2007 | Skautafélag Reykjavíkur                 |
| 2007/2008 | Skautafélag Akureyrar                   |
| 2008/2009 | Skautafélag Reykjavíkur                 |
| 2009/2010 | Skautafélag Akureyrar                   |
| 2010/2011 | Skautafélag Akureyrar                   |
| 2011/2012 | Björninn                                |
| 2012/2013 | Skautafélag Akureyrar                   |
| 2013/2014 | Skautafélag Akureyrar                   |
| 2014/2015 | Skautafélag Akureyrar                   |
| 2015/2016 | Skautafélag Akureyrar                   |
| 2016/2017 | Esja UMFK Reykjavík                     |
| 2017/2018 | Skautafélag Akureyrar                   |
| 2018/2019 | Skautafélag Akureyrar                   |
| 2019/2020 | nie wyłoniony wskutek pandemii COVID-19 |
| 2020/2021 | Skautafélag Akureyrar                   |
| 2021/2022 | Skautafélag Akureyrar                   |
| 2022/2023 | Skautafélag Reykjavíkur                 |
| 2023/2024 | Skautafélag Reykjavíkur                 |
| 2024/2025 | Skautafélag Reykjavíkur                 |